# Startpistole

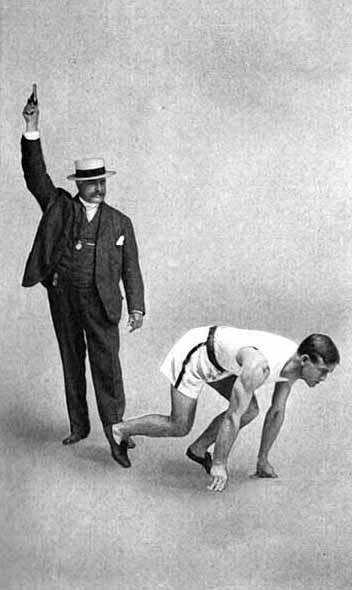
Startschuss bei den Olympischen Spielen 1904

Eine Startpistole ist ein akustischer Signalgeber zum Start von sportlichen Wettkämpfen. Sie wird vor allem in der Leichtathletik, beim Bahnradrennen, Segeln und Triathlon eingesetzt.

## Signale
Der Startschuss erfolgt, nachdem der Schiedsrichter ein Vorbereitungskommando, zum Beispiel „Auf die Plätze – Fertig“, gegeben hat. Falls ein Fehlstart erfolgt ist, wird ein zweiter Schuss abgegeben, um den Abbruch des Laufes zu signalisieren.

## Aufbau

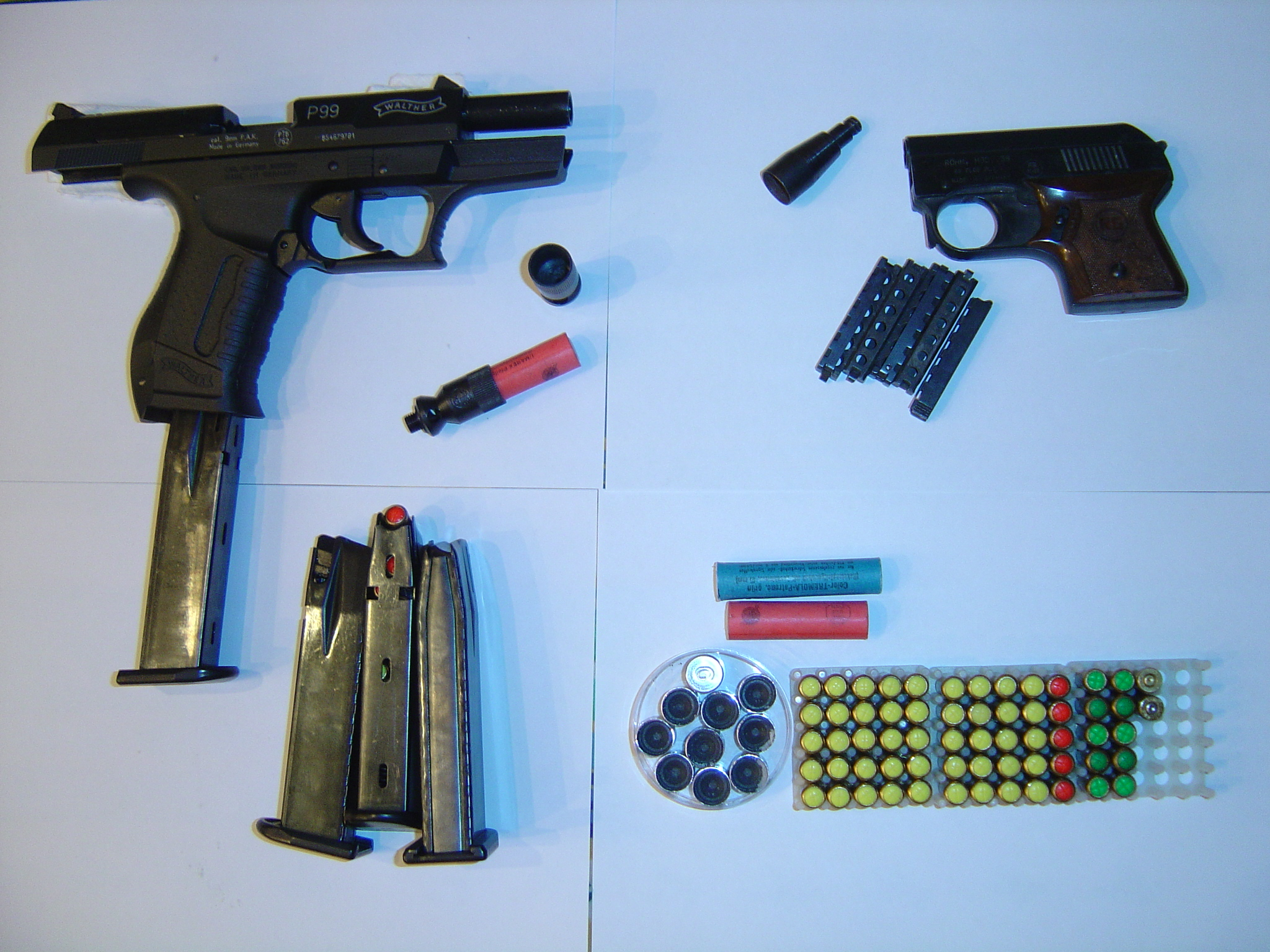
Startpistole des Typs Röhm RG 3

Startpistolen sind in der Regel speziell gefertigte Signalgeräte, die ihren Ursprung oft bei realen Waffen haben. Ihr Lauf ist an den Seiten perforiert, damit das entstehende Gas entweichen kann und vorne versperrt, was einen Umbau der Startpistole in eine Feuerwaffe unmöglich macht. Dadurch soll dauerhaft sichergestellt werden, dass es sich nicht um eine Schusswaffe handelt. Es werden nur heiße Gase durch den Lauf geleitet, während die Schusswaffeneigenschaft erst gegeben ist, wenn ein Projektil durch ein Rohr getrieben wird.
Als Munition dienen Platzpatronen.
Auf die Pistole ist meist noch eine Elektronik aufgesetzt, die das Abfeuern registriert und ein elektronisches Signal gibt. Mit diesem werden automatisch die Stoppuhren gestartet und die Lautsprecher an den einzelnen Bahnen ertönen, damit das Signal bei jedem Sportler zur gleichen Zeit ankommt.
Bei den Olympischen Winterspielen 2010 in Vancouver kam erstmals keine Pistole im herkömmlichen Sinne mehr zum Einsatz, sondern ein Gerät, das ein akustisches, elektronisches und optisches Signal gibt.

## Rechtliches
Eine Startpistole ist nach § 12/III des Waffengesetzes nicht waffenscheinpflichtig. Allerdings kann eine Genehmigung von behördlicher Seite, vor allem wegen Lärmschutz, vonnöten sein. Dies betrifft vor allem Wettkämpfe in Turnhallen und außerhalb von Stadien.